# Amore all'ultimo morso
Amore all'ultimo morso (Innocent Blood) è un film commedia horror del 1992 diretto da John Landis.

## Trama
Marie è una vampira ma ha degli scrupoli morali che la portano a cibarsi solo di persone "cattive"; così avvicina i malavitosi italoamericani, per dissanguarli e far attribuire l'omicidio ad una guerra di mafia.
Tutto precipita quando Marie ci prova con Macelli, detto "Squalo", un boss mafioso: Marie lo morde, trasformandolo in vampiro. Lo "Squalo", resosi conto del potere ottenuto inizia a trasformare in vampiri i suoi scagnozzi e a uccidere i suoi nemici.
Marie cerca di sistemare le cose con l'aiuto di Joe Gennaro, un poliziotto italoamericano infiltrato nella banda di Macelli.
Joe e Marie si alleano e si innamorano.

## Produzione
Il film contiene alcune piccole parti per i registi Dario Argento, Sam Raimi, Michael Ritchie, Tom Savini, Frank Oz.